# فاراخان
بلدية فرحان أو (نقحرة: فاراخان) (بالإسبانية: Faraján) هي بلدية تقع في مقاطعة مالقة التابعة لمنطقة أندلسية جنوب إسبانيا.

## الديموغرافيا
بلغ عدد سكان بلدية فرحان 292 نسمة عام 2011 (وفقاً للمعهد الوطني الإسباني للإحصاء).
| 310 | 273 | 292 | 252 | 308 | 275 | 292 |